# Patchentic
Patchentic är en ort i Mexiko.   Den ligger i kommunen Chalchihuitán och delstaten Chiapas, i den sydöstra delen av landet, 700 km öster om huvudstaden Mexico City. Patchentic ligger 1 664 meter över havet och antalet invånare är 210.
Terrängen runt Patchentic är kuperad österut, men västerut är den bergig. Runt Patchentic är det ganska tätbefolkat, med 134 invånare per kvadratkilometer. Närmaste större samhälle är Simojovel de Allende, 19,5 km nordväst om Patchentic. Omgivningarna runt Patchentic är en mosaik av jordbruksmark och naturlig växtlighet.